# Xalitla
Xalitla is een kevergeslacht uit de familie van de boktorren (Cerambycidae). De wetenschappelijke naam van het geslacht werd voor het eerst geldig gepubliceerd in 1959 door Lane.

## Soorten
Xalitla omvat de volgende soorten:
- Xalitla azteca Lane, 1959
- Xalitla genuina Martins, 1970
- Xalitla lezamai Galileo & Martins, 2008
- Xalitla punctatissima Martins, 1970